# Krassimir Wassilew
Krassimir Wassilew (bulgarisch Красимир Василев, engl. Transkription Krasimir Vasilev; * 6. April 1974 in Dobritsch) ist ein ehemaliger bulgarischer Radrennfahrer.
Krassimir Wassilew feierte im Jahr 2000 seinen ersten Etappensieg, beim GP Internacional Mitsubishi. 2002 gewann er eine Etappe der Bulgarien-Rundfahrt und 2003 ein Teilstück der Tour de Normandie. 2004 entschied er eine Etappe der Volta ao Alentejo für sich entscheiden. Bei der Portugal-Rundfahrt 2006 gewann er das neunte Teilstück. 2010 gewann er eine Etappe der Bulgarien-Rundfahrt sowie die Gesamtwertung dieses Radrennens.

## Palmarès
2004
- eine Etappe Volta ao Alentejo

2006
- eine Etappe Portugal-Rundfahrt

2010
- eine Etappe und Gesamtwertung Bulgarien-Rundfahrt

## Teams
- 1998–2001 Gresco-Tavira
- 2002 Porta da Ravessa-Zurich
- 2003 Porta da Ravessa-Bom Petisco
- 2004 Wurth-Bom Petisco
- 2005–2007 Duja/Tavira
- 2008 Palmeiras Resort-Tavira
- 2009 Palmeiras Resort/Prio
- 2010 SK Dobrich 1905